# 鶴澤吉左衛門
鶴澤 吉左衛門（つるさわ きちざえもん）は、義太夫節三味線方の名跡。

## 初代
鶴澤辰之介 ⇒初代鶴澤吉左衛門 ⇒ 五代目鶴澤三二
長く五代目竹本染太夫（越前大掾）の相三味線を勤める。
師匠や初出座が不明であるが、改名歴によれば、鶴澤辰之介から鶴澤吉左衛門を名乗ったとされている。また、辰三郎から鶴澤吉左衛門を名乗ったとする改名歴もある。辰之介を名乗る三味線弾きは、豊澤辰之介が文化10年（1813年）9月いなり境内を皮切りに、翌文化11年（1814年）6月いなり境内まで存在し、同月同座の6月27日からの芝居番付には鶴澤辰之介が登場するが（豊澤辰之介は無し）、以降辰之介という三味線弾きは番付から消える。文政3年（1820年）5月北の新地芝居で豊澤辰之介が再度番付に登場する。文政5年（1822年）8月四条南側大芝居の番付にも豊澤辰之介がいる。そして、文政6年（1823年）9月堺新地北の芝居の番付に鶴澤辰之助が存在。しかし、同年の見立番付には「世話人　京豊澤辰之介」とある。また、文政8年（1825年）に吉左衛門が江戸に下って後の文政9年（1826年）の見立番付にも「世話人 豊澤辰之介」とあることから、この豊澤辰之介と後に吉左衛門から三二となる辰之助（辰之介）は別人であることがわかる。そのため、鶴澤辰之助（辰之介）に絞った場合、文化11年（1814年）6月いなり境内、文政6年（1823年）9月堺新地北の芝居の番付のみとなる。
『義太夫年表近世篇』で確認できる最初の鶴澤吉左衛門は文政8年（1825年）正月江戸大薩摩座の番付で、「下リ 鶴澤吉左衛門」とある。また、番付についている口上にも「三味線下り鶴沢吉左衛門」とあることから、上方からの江戸下りである。では、上方にて辰之介改鶴澤吉左衛門の襲名が行われたのか、この江戸下りに際して行われたのかは『義太夫年表近世篇』では確認ができない。しかし、この江戸下りの芝居の口上に「当春上方表より太夫三味線人形呼下シ奉御覧入候右太夫名前之儀豊竹筑前竹本越太夫改枡太夫は改名仕候竹本雛太夫竹本房太夫三味線下り鶴沢吉左衛門毎度罷下り候」とあることから、上方で吉左衛門襲名を済ませての江戸下りと考えるのが妥当である。この江戸大薩摩座は、前年文政7年（1813年）4月中旬に再興しており、再興にあたり、既に二代目播磨太夫を名乗っていた三代目蟻鳳が一世一代で鶴澤福寿斎を名乗り出座した。
その大薩摩座で同年8月『兜軍記』の掛け合いを竹本津賀太夫、竹本綱太夫、竹本播磨大掾が勤め、三味線を鶴澤福寿斎が弾いた。一世一代とあることから、以降の福寿斎の出座はなく（後に播磨太夫に復した）、前述の通り翌年正月江戸大薩摩座にて吉左衛門が上方から下ることとなった。文政10年（1827年）3月江戸肥前座にも鶴澤吉左衛門の名前がある。同年5月江戸肥前座出座。6月江戸肥前座では筆末となる。
文政11年（1828年）正月京四条南側大芝居太夫竹本播磨大掾　太夫竹本綱太夫の番付に『恋娘昔八丈』「城木屋の段」「江戸 竹本高麗太夫　鶴澤吉左衛門」とあり、上方に上った。しかし、2月には江戸土佐座で『天網島』「茶やの段」「御目見へ出語り　下り竹本中太夫　三味線鶴澤吉左衛門」とあり、江戸に戻った。中太夫の太夫付でもあるが、三味線欄の下2枚目にも吉左衛門とある。筆頭は二代目鶴澤勝造、筆末は鶴澤清糸。4月は江戸肥前座の下2枚目と江戸での出座を続けた。文政12年（1829年）正月江戸土佐座の番付に「千歳　竹本染太夫　鶴澤吉左衛門」とある。三味線欄では筆末に座っている。天保2年（1831年）江戸土佐座『絵本太功記』「夕がほ棚の段 切」で竹本入太夫の太夫付となっている。三味線欄に吉左衛門の名はない。天保4年（1833年）5月江戸結城座『仮名手本忠臣蔵』「夜討之段」では竹本弦太夫の太夫付。三味線筆末に四代目鶴澤三二がいる。同年8月同座では『刈萱桑門筑紫土産』「高野山の段」で竹本入太夫の太夫付。天保5年（1833年）月不詳江戸結城座では三味線筆頭。
天保6年（1835年）正月江戸結城座の番付の筆末に「吉左衛門事鶴澤勝治郎」とあり二代目清七の前名である鶴澤勝治郎を襲名している。しかし天保7年（1836年）8月16日以前江戸大薩摩座『箱根霊験いざり仇討』「九十九館の段 切」の豊竹巴勢太夫の太夫付で鶴澤吉左衛門がいることから、既に吉左衛門に復したことがわかる。初代鶴澤勝治郎（二代目清七）は『増補浄瑠璃大系図』に「同（文化）十年の頃より東京へ赴き彼地にて評判よく去る御大名様方へ立入稽古致扶持人と迄成て晶眞に預り十余年彼地に住居致し文政八年乙酉秋帰坂致し」とあり、（『義太夫年表近世篇』ではその期間も上方の番付に鶴澤勝治郎が存在する）文政7年（1824年）正月江戸結城座では三味線筆頭に座る等、江戸で活躍し、文政8年（1825年）10月御霊社内では初代巴太夫の太夫付で「三味線 江戸 鶴澤勝次郎」と記されており、本拠地が江戸であったことがわかる。同年正月に吉左衛門は江戸に下っているため、勝次郎の江戸滞在と時期が被ることになる。二代目清七と初代吉左衛門の間に師弟関係があったかは不明であるが、この江戸滞在の長かった勝治郎の名跡を吉左衛門が一時期であれ襲ったことは、勝治郎の後継者を自任していた表れである。しかし、鶴澤清七は大坂の名跡であるため（三代目清七は初代勝右衛門が襲名した）、吉左衛門の勝治郎は認められることなく、すぐに吉左衛門に復した。翌文政9年（1826年）の見立番付では「大関 大坂 鶴澤勝治郎」とあり、二代目清七の本拠が大坂に戻っている。
天保11年（1840年）5月京四条南側大芝居では三味線欄中央に座る。翌6月同座では筆末に（筆頭は四代目寛治）。9月では下2枚目に（筆末は初代燕三）。同年の見立番付は世話人。天保12年（1841年）正月京北側大芝居太夫竹本綱太夫では筆末に。筆頭は別書きで四代目寛治、上2枚目に初代燕三。以降もこの京都の芝居に筆末で出座。筆頭は6月より初代勝七。初代清六は初代大隅太夫の太夫付。上2枚目に鶴澤安次郎（初代清八）。同年の見立番付では「京 鶴澤吉左衛門」として世話人に。天保13年（1842年）4月京四条南側大芝居では三味線筆頭に座る。筆末に初代燕三。天保14年（1843年）2月28日以前の大坂の番付では『国性爺合戦』「獅子ヶ城の段 切」で五代目竹本染太夫の太夫付となっている。三味線欄の筆頭は二代目伝吉、筆末は初代燕三。同年2月北堀江市の側芝居太夫竹本染太夫『仮名手本忠臣蔵』他では筆末に。筆頭は二代目伝吉。同年4月同座でも筆末。筆頭は二代目伝吉。同年9月の兵庫への巡業では三味線筆頭に。筆末が二代目伝吉（筆頭が伝吉で、吉左衛門がいない別版もある）。同年12月道頓堀若太夫芝居太夫竹本染太夫では筆末に。筆頭が伝吉改四代目友治郎。染太夫の太夫付で勝鳳改三代目吉兵衛。同年の「三都太夫三味線人形改名附録」には「辰之介 改吉左衛門」とある。同年の見立番付では行司欄に「京 鶴澤吉左衛門」とあり、大坂で出座しているが、京となっている。
弘化元年（1844年）正月道頓堀若太夫芝居では筆末に。筆頭は四代目友治郎。下2枚目に初代清八がいる。弘化2年（1845年）10月西宮芝居太夫竹本綱太夫　竹本染太夫では『国性爺合戦』「三段目 切」を語る竹本染太夫の太夫付。同じく紋下の竹本綱太夫は『伊賀越道中双六』「岡崎の段」を語り、三代目伝吉が太夫付となっている。翌11月兵庫芝居では綱太夫が抜け、紋下は染太夫のみで吉左衛門は三味線筆頭に座っている。同年の見立番付では単独で世話人に座る。弘化3年（1846年）は染太夫の巡業に同行。8月上旬伊勢古市芝居小家の番付では筆末。筆頭は三代目清七。同年の見立番付では東前頭6枚目。しかし秋の見立番付では行司となっている。弘化4年（1847年）正月兵庫定芝居では三味線筆頭。筆末が四代目友治郎。同年9月道頓堀竹田芝居でも三味線筆頭。上2枚目に初代團平がいる。
嘉永元年（1848年）の見立番付では東前頭2枚目（筆頭が初代清六）。同年8月の「三都太夫三味線人形改名録」には「辰三郎改 鶴澤吉左衛門」とある。しかし辰三郎を前名とするのはこの改名録のみである。同年の見立番付「てんぐ噺」には「音力はまたとあるまい秋津しま二代鑑は天下一なり竹本染太夫　鶴澤吉左衛門」と記されている。
嘉永2年（1849年）7月道頓堀若太夫芝居は五代目染太夫改竹本越前大掾藤原明郷の受領披露で、『赤松円心緑陣幕』「いのりの段 切」を語る越前大掾の太夫付に鶴澤吉左衛門がいる。同じく初代清八が『生写朝顔話』「奥さしきだん 大井川のだん」を語る初代大住太夫の太夫付となっている。同年9月兵庫定芝居でも越前大掾の太夫付となっている。
『染太夫一代記』によれば、同年9月に兵庫にいた四代目三二より鶴澤三二名跡を貰い受け、五代目鶴澤三二を襲名した。「このとき兵庫に芝居ありて、師匠越前大掾はじめ巴太夫、駒太夫出勤にて、則ちけふが初日なり。于時このたび兵庫において、鶴沢吉左衛門事鶴沢三二と改名致さるゝ。その元の三二はこの兵庫の出生にて、越前大掾並びに兵庫ならや仲人にてこの名前を貰ひ受け、吉左衛門にゆづられし。幸ひ当日名前譲り渡しの祝ひ日とて、元の三二が宅にて、ならや並ぴに大掾もろとも打ち寄り居られし事ゆゑ、梶太もこの地へ立ち寄りたる事幸ひ、名前譲りのお目出度の座並につらなり、無事に相済み、それより師匠大掾、梶太夫も同伴にて、ならや御宅へ召連れられまたもや酒宴、さまざま馳走になりて」同書の弘化元年（1844年）～同2年（1845年）の欄に「一、西宮素浄るり。一座有之。梶太夫・広作。熊次郎湊太夫・三二」とあり、西宮は兵庫であるから、この四代目鶴澤三二から三二名跡を譲られている。
嘉永3年（1850年）9月道頓堀竹田芝居『道中双六 乗掛合羽 伊賀越』で初代吉左衛門事五代目鶴澤三二を襲名。二代目豊竹古靱太夫（山城少掾）の番付書き込みに「初代吉左衛門五代三二ヲ相続ス越前大掾ノ合三味線也」とある。しかしこれは大坂での襲名披露であり、前述の通り前年に兵庫で襲名済である。
以降も、五代目鶴澤三二として相三味線の越前大掾が紋下を勤める芝居で筆末に座っている。筆頭は三代目清七。初代燕三が出座している場合には下2枚目に下がることもあった。
嘉永5年（1852年）正月四条道場かげゑ（影絵）の芝居で『新薄雪』「中の巻」竹ノ本越前　三味線鶴澤三二とある。2月のかげゑ（影絵）の芝居にも出座している。以降、越前大掾の芝居出座がなく、同様に鶴澤三二の出座も『義太夫年表近世篇』では確認できない。しかし見立番付には鶴澤三二の名があり前頭が多かったが、安政元年（1854年）の見立番付では西小結に昇格。関脇は初代清六。元治元年（1864年）の見立番付では西大関に昇格。以降見立番付からも名が消えている。没年等は不詳。
吉左衛門の名跡は初代清八の門弟が二代目を襲名している。また鶴澤蟻鳳の名跡も初代清八が一時期名乗っていたため、吉左衛門と蟻鳳の名跡を清八に譲っている。鶴澤三二の名跡は以降友治郎の系譜である豊吉・伝吉の系譜から六代目と七代目が出る事となったが、八代目三二は二代目吉左衛門の門弟から出ており、吉左衛門の系譜に鶴澤三二が戻ることとなった。

## 二代目
鶴澤新介 ⇒ 初代鶴澤万八 ⇒ 二代目鶴澤吉左衛門
初代鶴澤清八・初代鶴澤清六の門弟。本名を辻新次郎。通称を唐物町や「おやまの万八」という。『増補浄瑠璃大系図』は「大坂住人にて通称親父の万八と云嘉永二年の頃より修行に出て怠りなく出精致吉左衛門事三二と改名の後右名譲り受て鶴沢吉左衛門と改名致し芝居出勤致さるヽ干時明治十三年辰十月死去す」と記すが、「親父の万八」は「おやまの万八」の誤りである。
門弟である鶴澤吉松（後の初代道八）は『道八芸談』に「二代目鶴沢吉左衛門さん」という章を設け、以下のように語っている。「私の初めの師匠の二代目鶴沢吉左衛門さんは、鶴沢清八（初代）さんのお弟子で、当時船場唐物町旧難波橋筋、「太平餅」の隣に住んで居られ、通称「唐物町さん」で通っていました。初名を新介といい、次いて万八と改名されたのですが、性来おとなしい方で、人間は到ってよく、みのこなしが女のようでしたので、「おやまの万八」といわれていました。従って芸も綺麗な芸でした。師匠は始終芝居へは出勤して居られず、時折竹本久太夫（三代目で、元頼母太夫）さん、竹本鳴門太夫さん、竹本対馬太夫（三代目）さんなどを弾いて居られましたが、私が入門する一寸前に、新靱さんが化物で出るについて合三味線として大江橋の席へ出て居られました。（略）吉左衛門師匠は明治十二年十月十六日に病気で亡くなられました。しばらくの間、日本橋毘沙門天西門に硝子玉製造屋をして居られた親戚の離れに出養生して居られ、そこでなくなられました。その頃は辺りはずっと畠でした。まだ四十余りだったともいます。俗名は辻新次郎、法名鶴山霊翁信士と申し、お墓は当時出来ませんでしたので、先年私が高野山に建てました。師匠がなくなられたので、私はすぐ二代目勝七さんのところへ入門しました。私の吉松時代はほんの下廻り、手伝いでしたから、吉松で出ている番付はないと思います。」
このように『道八芸談』は初名を鶴澤新介としており、文化6年（1809年）10月北堀江市の側芝居の番付に鶴澤新介の名がある。筆頭は三代目竹澤弥七。筆末が初代伝吉。後に四代目清七となる鶴澤佐吉も同座している。しかし、明治12年（1879年）または明治13年（1880年）に「四十余り」で死去していることから、別人である。
鶴澤新介としての出座は『義太夫年表近世篇』では確認できないが、弘化4年（1847年）9月道頓堀竹田芝居『木下蔭狭間合戦』他の番付に鶴澤万八の名がある。筆頭は紋下の染太夫を弾いていた初代吉左衛門で、上2枚目に初代豊澤團平がいる。翌10月同座太夫竹本綱太夫の芝居にも出座。筆頭は綱太夫を弾いていた三代目伝吉。
嘉永元年（1848年）の見立番付では東前頭となっている。『道八芸談』に「師匠は始終芝居へは出勤して居られず」とあるように、芝居出座は時々だったようで、この頃番付上も鶴澤万八の名は頻繁には確認できない。安政2年（1855年）正月稲荷社内東門小家の下3枚目に鶴澤万八がおり、以降、安政6年（1859年）頃まで積極的な出座が番付上確認できる。
文久元年（1861年）3月座摩社内太夫竹本山城掾の芝居では上2枚目。筆頭は豊澤猿糸（後の五代目豊澤廣助）。5月、7月と同座で上2枚目となっている。翌文久2年（1862年）正月天神様御社内の芝居で三味線筆頭に座る。同年同月四条南側大芝居『義経千本桜』他で万八改二代目鶴澤吉左衛門を襲名。筆頭は三代目伝吉。山城掾、五代目春太夫の一座での襲名となった。同年3月道頓堀竹田芝居『義経千本桜』他の番付にも「万八 鶴澤吉左衛門」とあり、大坂での襲名披露となった。正月京での公演と山城掾は参加していないものの同じ座組である。同月座摩裏門『本朝廿四孝』他の番付にも「万八改 鶴澤吉左衛門」とある。5月同座『加賀見山旧錦絵』他の番付にも「万八改 鶴澤吉左衛門」とある。これは「燕勝改 鶴澤万八」と鶴澤燕勝が二代目鶴澤万八を襲名していることによるものである。この鶴澤燕勝は二代目鶴澤燕三の門弟から、後に四代目清七の預かりとなった人で、初代鶴澤鱗糸を襲名している。加えて、鶴澤燕勝は初代長尾太夫（長鳳太夫）の息子であり、この頃吉左衛門が長尾太夫を弾いていたため、その縁もあった。
初代吉左衛門と万八の間に師弟関係があったのかは不明だが、初代吉左衛門事五代目三二は二代目吉左衛門の襲名が行われた文久2年（1862年）には存命中であることから、五代目三二の了解があったことは明らかである。また、師匠初代清八この時期は江戸に滞在していたため、大坂で出座していた万八を初代吉左衛門（五代目三二）が預かっていたため、万八に吉左衛門名跡を譲ったと考えられる。初代二代目が鶴澤三二を名乗った鶴澤蟻鳳の五代目を万八の師匠の初代清八が名乗っており、初代吉左衛門（五代目三二）と初代清八の近さが伺われる。そもそも初代清八は三代目清七の門弟であり、初代吉左衛門が一時期二代目清七の前名である鶴澤勝治郎を名乗ったことからも、両者は鶴澤清七の系統という点で一致している。また、長尾太夫の息子という縁で清七の系統ではないものの万八名跡を継承した鶴澤燕勝も、師匠燕造が二代目燕三襲名以前に鶴澤万八を襲名していることから、燕三の系統から外れ、二代目万八となっている。後述のように、父を弾く元万八の二代目吉左衛門と長く同座し、長尾太夫吉左衛門の端場や吉左衛門のツレ弾きをした後に、初代鱗糸を襲名し、父の相三味線となっていることから、二代目吉左衛門と師弟関係があり、その後に四代目清七の預かりとなったと考えるのが妥当である。
以降も座摩裏門の芝居に出座している。
文久4年=元治元年（1864年）正月和泉式部北向太夫竹本山城掾の素浄瑠璃公演では『娘景清八島日記』「日向島の段」を初代竹本長尾太夫と勤めている。同年4月以降は天満天神社内戎門の芝居に出座。11月にはそれまで筆頭だった初代燕三が抜けた為、三味線筆頭に吉左衛門座った。上2枚目に二代目万八がいる。元治2年=慶応元年（1865年）天満戎門の芝居を抜け、四条南側大芝居太夫竹本山城掾の芝居に出座。中央に位置している。筆頭が豊澤猿糸（後の五代目豊澤廣助）、筆末が初代豊澤新左衛門。下3枚目に鶴澤万八がいる。
3月四条道場北ノ小家の素浄瑠璃公演では『伊勢物語』「三段目」で初代長尾太夫を弾いたのを皮切りに以降、翌慶応2年（1866年）の同座まで番付が太夫付となっているため、出演した演目が番付上わかる。以下特に断りのないものは初代長尾太夫との役場。5月『仮名手本忠臣蔵』「勘平住家の段 切」、「旅路嫁入」の2枚目。同月同座『生写朝顔話』「大磯揚屋の段」（掛け合い）「島田宿やの段」、6月同座素浄瑠璃公演『三日太平記』「九つ目」、同月同座『桂川連理柵』「帯屋の段」、7月同座『箱根霊験躄仇討』「九十九新左衛門屋敷の段 切」、8月同座『名筆吃亦平』「将監住家の段切」（ツレは二代目万八）。10月同座『ひらかな盛衰記』「松右衛門住家の段 切」。翌慶応2年（1866年）正月同座『祇園祭礼信仰記』『殿下茶屋の段 切」。2月同座『菅原伝授手習鑑』「東天紅の段」（大内太夫）「桜丸切腹の段」。3月同座『義経千本桜』「御殿の段 切」（三代目津賀太夫）『けいせい大和草紙』「軍次兵衛内の段 切」。同月同座素浄瑠璃公演『花上野』「志渡寺」。4月同座『伊賀越道中双六』「岡崎の段 切」『男作五雁金』「安治川橋の段」（掛け合い）。5月同座『仮名手本忠臣蔵』「一力茶やの段」（掛け合い）「山科隠家の段 切」6月四条北側大芝居素浄瑠璃公演『四谷怪談』「伊右衛門内の段」。
同年8月からは長尾太夫に従い座摩社内に出座。二代目万八も従っている。しかし9月同座の二代目万八改初代鶴澤麟糸の芝居には吉左衛門は出座せず（長尾太夫は出座）、10月に京四条道場北ノ小家太夫竹本山城掾の芝居に戻り、『大江山酒吞童子』「松太夫住家の段」で豊竹生駒太夫を弾いている。後に長尾太夫を麟糸が弾く番付が見られることから、長尾太夫の相三味線が子息の麟糸となったため、吉左衛門が長尾太夫の元を離れた。以降の出座は『義太夫年表近世篇』では確認できないが、見立番付では東前頭に吉左衛門の名がある。
明治改元後は、明治11年（1878年）頃から竹本山四郎（山城掾）が紋下を勤める芝居への出座が番付上確認できる。『道八芸談』の「師匠は始終芝居へは出勤して居られず」の状態に戻り、明治12年（1879年）5月博労町稲荷北門定小家が『義太夫年表明治篇』で確認できる最後の出座である。
明治12年（1879年）10月16日または明治13年（1880年）10月没。戒名は、鶴山霊翁信士。
『増補浄瑠璃大系図』によれば、鶴澤万二（後に三代目鶴澤吉左衛門）、鶴澤吉太郎、鶴澤吉丸がいる。この鶴澤吉丸が後に二代目清六の門弟となり四代目徳太郎を改名し、二代目勝七の門弟となり、その後八代目三二を襲名したため、初代吉左衛門が五代目三二となったように、吉左衛門の系譜から鶴澤三二が出ることとなった。また、徳太郎は初代清六の本名にして清六の前名であり、二代目吉左衛門は初代清八の門弟でもあり、初代清六は二代目清七の門弟、初代清八は三代目清七の門弟であることから、清六・清七・清八すべての流れを組む四代目徳太郎が鶴澤の元祖名鶴澤三二の八代目を名乗ることとなった。